# Crocalia aglossalis
Crocalia aglossalis är en fjärilsart som beskrevs av Émile Louis Ragonot 1891. Crocalia aglossalis ingår i släktet Crocalia och familjen mott. Inga underarter finns listade i Catalogue of Life.